# موتور امیر حسن بگ
موتور امیر حسن بگ یک منطقهٔ مسکونی در ایران است که در دهستان جلگه چاه هاشم واقع شده‌است.